# Valmouth (Musical)
Valmouth ist ein Musical von Sandy Wilson (19. Mai 1924–27. August 2014), das auf dem gleichnamigen Roman von Ronald Firbank basiert.
Es wurde 1958 in London am Lyric Hammersmith Theatre uraufgeführt und schließlich an das Saville Theatre im West End übernommen. Die Produktion unter der Regie von Vida Hope. machte Fenella Fielding in der Rolle der Lady Parvula de Panzoust berühmt.
Das Musical wurde seither mehrmals aufgeführt, unter anderem zwei Inszenierungen am Chichester Festival Theatre. Es existieren zwei Aufnahmen, eine der West End Inszenierung von 1958 mit Cleo Laine in der Rolle der Mrs. Yajnavalkya, und eine der Chichester Festival Theatre Inszenierung von 1982, wobei diesmal Bertice Reading, welche die Rolle bereits am Lyric Hammersmith bei der Uraufführung gespielt hatte, die Mrs. Yajnavalkya sang. Des Weiteren wurde das Musical 1975 für das BBC radio aufgenommen.

## Kurzbeschreibung
Mrs Yajnavalkya eröffnet ihr Geschäft in Valmouth. Die aphrodisierende Luft, die sie dort verströmt, sichert allen, die sie einatmen, ein langes Leben. Daher verzeichnet ihr Spa zu jeder Jahreszeit ein regen Zustrom regelmäßiger Besucher. Unter diesen befindet sich auch die alternde Nymphomanin Lady Parvula. Sie versucht den jungen David Tooke mithilfe dieser Kräfte zu verführen, der jedoch ihre Annäherungsversuche standhaft zurückweist. Seine Schwester Thetis Tooke erträumt sich die Braut von Captain Dick Thoroughfare zu werden, dem Erben der wohlhabenden Mrs. Hurstpierpoint. Dick Thoroughfare hat sich aber heimlich mit Mrs. Yajnavalkyas Nichte Niri-Esther verheiratet, was er am Abend des Hundertjährigenballs zusammen mit der Nachricht bekannt gibt, dass Niri schwanger ist. Frau Hurstpierpoint nimmt das Mädchen mit offenen Armen auf, weil sie überzeugt davon ist, dass Niri-Esther eine zum Katholizismus konvertierte Ungläubige ist. Sogleich trifft sie Vorbereitungen für eine Hochzeit und Taufe unter dem Vorsitz von Kardinal Pirelli. Doch die Hochzeit wird in der elften Stunde durch die Exkommunikation des Kardinals und die völlige Zerstörung von Valmouth verhindert. Einzige Überlebende sind Niri und Mrs. Yajnavalkyas. Sie reisen zurück auf ihrer tropischen Heimatinsel.

## Originalbesetzung
- Kapitän Dick Thoroughfare – Alan L. Edwards
- Kardinal Pirelli – Geoffrey Dunn
- Carry – Denise Hirst
- David Tooke – Peter Gilmore
- Dr Dee – Lewis Henry
- Father Colley-Mahoney	– Robert Bernal
- Granny Tooke – Doris Hare
- Lady Parvula de Panzoust – Fenella Fielding
- Lady Saunter – Celia Helda
- Lt. Jack Whorwood – Aubrey Woods
- Madame Mimosa – Marcia Owen
- Mrs Hurstpierpoint – Barbara Couper
- Mrs Q. Comedy	– Sally Alsford
- Mrs Thoroughfare – Betty Hardy
- Mrs Yajnavalkya – Bertice Reading (Cleo Laine in der West End Inszenierung)[7]
- Niri-Esther – Maxine Daniels
- Sir Victor Vatt – Roderick Jones
- Thetis Tooke – Patsy Rowlands[3]

## Lieder
- Opening / Valmouth – Ensemble
- Magic Fingers – Mrs Vajnanalkaya
- Mustapha – Mrs Vajnanalkaya
- I Loved a Man – Thetis Tooke
- What Then Can Make Him Come So Low? – Niri-Esther
- All the Girls Were Pretty – Mrs Hurstpierpoint, Lady Parvula, Mrs Thoroughfare
- Just Once More – Lady Parvula
- Lady of the Manor – Niri-Esther
- What Do I Want With Love – David Tooke
- My Big Best Shoes – Mrs Vajnanalkaya, Grannie Tooke
- Niri-Esther – Jack Whorwood, Captain Dick
- The Cry of the Peacock – Mrs Vajnanalkaya
- Little Baby Girl – Mrs Vajnanalkaya
- The Cathedral of Clemenza – Cardinal Pirelli
- Only a Passing Phase – Lady Parvula
- Valmouth – Captain Dick
- Where the Trees Are Green With Parrots – Niri-Esther
- My Talking Day – Sister Ecclesia
- I Will Miss You – Grannie Tooke, Mrs Vajnanalkaya
- Finale / Valmouth – Ensemble[2]